# Oriz (Santa Marinha) e Oriz (São Miguel)
Oriz (Santa Marinha) e Oriz (São Miguel) (oficialmente: União das Freguesias de Oriz (Santa Marinha) e Oriz (São Miguel) é uma freguesia portuguesa do município de Vila Verde, com 6,06 km² de área e 509 habitantes (censo de 2021). A sua densidade populacional é 84 hab./km².

## História
Foi constituída em 2013, no âmbito de uma reforma administrativa nacional, pela agregação das antigas freguesias de Santa Marinha de Oriz e São Miguel de Oriz.

## Demografia
A população registada nos censos foi:
| Distribuição da População por Grupos Etários | Distribuição da População por Grupos Etários | Distribuição da População por Grupos Etários | Distribuição da População por Grupos Etários | Distribuição da População por Grupos Etários | Distribuição da População por Grupos Etários |
| -------------------------------------------- | -------------------------------------------- | -------------------------------------------- | -------------------------------------------- | -------------------------------------------- | -------------------------------------------- |
| Antes da agregação                           |                                              |                                              |                                              |                                              |                                              |
| Ano                                          | 0-14 anos                                    | 15-24 anos                                   | 25-64 anos                                   | >= 65 anos                                   | Total                                        |
| 2001                                         | 123                                          | 110                                          | 314                                          | 124                                          | 671                                          |
| 2011                                         | 88                                           | 68                                           | 285                                          | 130                                          | 571                                          |
| Após a agregação                             |                                              |                                              |                                              |                                              |                                              |
| Ano                                          | 0-14 anos                                    | 15-24 anos                                   | 25-64 anos                                   | >= 65 anos                                   | Total                                        |
| 2021                                         | 45                                           | 62                                           | 272                                          | 130                                          | 509                                          |